# Kolomania albopilosa
Kolomania albopilosa är en tvåvingeart som först beskrevs av Akira Nagatomi 1975.  Kolomania albopilosa ingår i släktet Kolomania och familjen vapenflugor. Inga underarter finns listade i Catalogue of Life.